# Chutcze
Chutcze – wieś w Polsce położona w województwie lubelskim, w powiecie chełmskim, w gminie Sawin.
| SIMC    | Nazwa      | Rodzaj    |
| ------- | ---------- | --------- |
| 0106750 | Grądy      | część wsi |
| 0106767 | Nowa Wieś  | część wsi |
| 0106773 | Stara Wieś | część wsi |
| 0106780 | Zajezioro  | część wsi |

W latach 1954–1957 wieś należała i była siedzibą władz gromady Chutcze, po jej zniesieniu w gromadzie Sawin. W latach 1975–1998 miejscowość administracyjnie należała do województwa chełmskiego.
Administracyjnie wieś jest sołectwem. Według Narodowego Spisu Powszechnego (III 2011 r.) liczyła 172 mieszkańców i była dziewiątą co do wielkości miejscowością gminy. 
Wierni Kościoła rzymskokatolickiego należą do parafii Przemienienia Pańskiego w Sawinie.